# Rogmocrypta puta
Rogmocrypta puta là một loài nhện trong họ Salticidae.
Loài này thuộc chi Rogmocrypta. Rogmocrypta puta được Eugène Simon miêu tả năm 1900.